# A. Mitchell Palmer
Alexander Mitchell Palmer, född 4 maj 1872 i Luzerne County, Pennsylvania, död 11 maj 1936 i Washington, D.C., var en amerikansk demokratisk politiker. Han kallades The Fighting Quaker, 'den kämpande kväkaren'.
Palmer utexaminerades 1891 från Swarthmore College, var han var medlem av studerandesällskapet Phi Kappa Psi.
Han var ledamot av USA:s representanthus 1909-1915 och USA:s justitieminister 1919-1921. Som pacifistisk kväkare tackade han nej till att bli krigsminister i slutskedet av första världskriget.
Redan innan Palmer blev justitieminister, hade USA:s regering inlett en kampanj mot kommunister och anarkister. När Palmer fortsatte kampanjen som justitieminister, fick tillslag mot vänsterradikala namnet Palmer Raids, som betecknar räder mot och arresteringar av kommunister och anarkister i USA 1918-1921. Under denna period blev åtminstone 10 000 misstänkta vänsteranhängare anhållna i USA. Bland andra Emma Goldman landsförvisades från USA 1919.